# Lucio Villa Nova Galvão
Lucio Villa Nova Galvão (Rio de Janeiro, 3 de fevereiro de 1914 – 24 de junho de 1990) foi um médico brasileiro.
Foi eleito membro da Academia Nacional de Medicina em 1959, ocupando a Cadeira 21, que tem Fernando Ferreira Vaz como patrono.